# Najlepši sneženi mož
Najlepši sneženi mož (2008) je peta slikanica iz zbirke Cunjasta dvojčka, ki jo je napisala Tatjana Pregl Kobe. Izšla je leta 2008 v Ljubljani pri založbi Edina. Ilustrirala jo je Marija Prelog.
Dogajalni prostor je Sanjina soba in dvorišče pred hišo. Zgodba poteka nekega zimskega jutra in poznega popoldneva naslednjega dne.

### Vsebina
Sanja je majhna deklica, ki živi z bratom in s starši. Ima dva namišljena prijatelja. To sta cunjasta dvojčka Nina in Mihec, ki sta personificirana. Skupaj se igrajo in iščejo odgovore na različna vprašanja. Motiv namišljenega prijatelja pomeni osamljenost glavne književne osebe Sanje. 
Nekega zimskega večera deklica Sanja sprašuje mati zakaj je sneg bel. Mama ji na to vprašanje ne zna odgovoriti, zato ji zatrdi da je bolj pomembno da lahko iz njega delamo snežene kepe. Sanja, cunjasta dvojčka Nina in Mihec naslednjega jutra odhitijo na dvorišče in naredijo sneženega moža. Na glavo mu postavijo star lonec, ki ga mama ne potrebuje več, v roke mu posadijo metlo, na trebušček mu pritrdijo gumbe iz očetovega plašča, namesto nosa pa ima korenček. Z njim se igrajo celo popoldne, naslednji dan pa sneženi mož izgine, zato Sanja in cunjasta dvojčka mislijo da ga je kdo odpeljal. Iščejo ga po bližnjih travnikih. Na mestu kjer je stal, pa najdemo samo gumbe, lonec korenček in metlo. Ugotovili so da se je od toplote stopil. Ker je bila Sanja zelo žalostna, sta Miha in Nina odhitela v sobo in na velik list papirja narisala »najlepšega« sneženega moža, kar jih je kdo videl in s tem razveselila Sanjo. 